# أنقليس ثنائي اللون
أنقليس ثنائي اللون (الاسم العلمي: Anguilla bicolor) (بالإنجليزية: Indonesian shortfin eel)‏ هو نوع من الأسماك يتبع جنس الأنقليس من الفصيلة الأنقليسية.